# Alfredo García Hermida
Alfredo García Hermida fue un maestro gallego que nació el 26 de septiembre de 1894 y falleció en Pontevedra el 30 de diciembre de 1962.

## Trayectoria
Finalizó los estudios de Magisterio en 1912. Fue maestro del Colegio Balmes de Pontevedra. Aprobó las oposiciones en 1915 y fue destinado a la Escuela Graduada de Marín. Al año siguiente pasó a una escuela unitaria de Pontevedra. Después fue maestro en Mourente. Fue nombrado concejal de Pontevedra por el gobernador civil en diciembre de 1928. Fue socio de la Casa del Maestro de Pontevedra, de la que fue vicepresidente en 1935. Después del golpe de Estado de 18 de julio de 1936 fue suspendido de empleo y sueldo. Sometido a depuración, fue sancionado con suspensión de empleo y sueldo durante cuatro meses en diciembre de 1937. Volvió a ser nombrado concejal de Pontevedra en los años 50. Recibió la Orden de Alfonso X el Sabio y la insignia de plata de Pontevedra en 1960.

## Vida personal
Se casó con María Alén Solla en 1922 y fue padre de diez hijos: Alfredo, María Rita, Inés, Luciano, Celia, Vicente, Margarita, Francisco, Carlos y Roberto.

## Reconocimientos
Recibió la Orden de Alfonso X el Sabio y la insignia de plata de Pontevedra en 1960, donde también se le dedicó una calle.